# Polynomdivision
Polynomdivision är ett sätt att förenkla och omskriva ett rationellt uttryck.
{\displaystyle {f(x) \over g(x)}}
där f(x) och g(x) är polynom, på formen
{\displaystyle {f(x) \over g(x)}=q(x)+{r(x) \over g(x)}}
där q(x) kallas kvotpolynom och r(x) kallas restpolynom. Detta kan göras med så kallade polynomdivisionsalgoritmen eller liggande stolen. En polynomdivision följs ofta av en partialbråksuppdelning av resten för att ytterligare förenkla uttrycket.

## Exempel

### Andragradspolynom
Polynomdivision med hjälp av 'liggande stolen'. Som exempel väljer vi att utföra divisionen
{\displaystyle {\frac {x^{2}+7x-18}{x+9}}}
1. Rita upp stolen
2. Skriv ut nämnare och täljare
3. x2 delat med x är x och blir det första vi skriver i "kvotfältet"
4. Sedan tar vi kvoten vi har multiplicerat med nämnaren och subtraherar detta från täljaren
5. Vi får då en "ny" täljare som vi gör samma sak med
6. Slutligen får vi 0 i "täljarfältet" och x - 2 i "kvotfältet": {\displaystyle {\frac {x^{2}+7x-18}{x+9}}=x-2}

(för {\displaystyle x\neq -9}. För {\displaystyle x=-9} är kvoten odefinierad).
Detta kan kontrolleras genom att multiplicera kvoten med nämnaren och få fram täljaren:
{\displaystyle (x-2)(x+9)=x\cdot x+x\cdot 9+(-2)\cdot x+(-2)\cdot 9=}
{\displaystyle =x^{2}+9x-2x-18=x^{2}+7x-18}

### Tredjegradspolynom
Polynomdivision av
{\displaystyle {\frac {x^{3}-9x+10}{x-2}}}

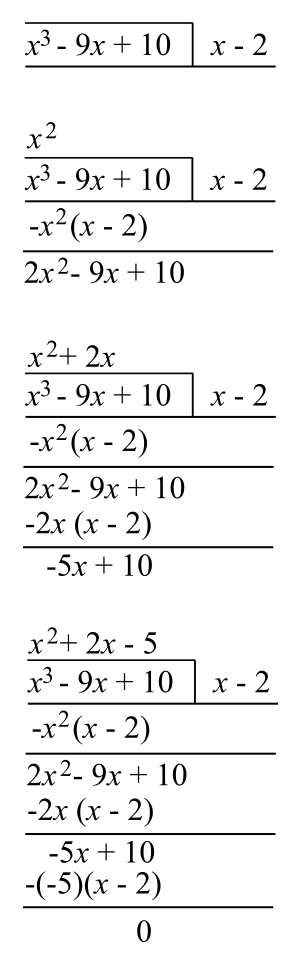
Polynomdivisionen

1. Välj termen av högst grad i täljaren (x3), gör samma sak med nämnaren (x)
2. Dividera dessa: x3/x = x2, vilket är den första delen av kvoten (som skrivs överst).
3. Därefter multipliceras resultatet i steg 2 med hela nämnaren: {\displaystyle x^{2}(x-2)=x^{3}-2x^{2}}
4. Talet från steg 3 subtraheras från täljaren: {\displaystyle x^{3}-9x+10-(x^{3}-2x^{2})=2x^{2}-9x+10}

- Steg 1-4 repeteras tills endast ett heltal återstår:

1. Högsta graden i den resterande täljaren: {\displaystyle 2x^{2}} Högsta graden i nämnaren är precis som tidigare: x
2. Dividera talen steget innan: {\displaystyle {\frac {2x^{2}}{x}}=2x} (addera detta tal till den slutgiltiga kvoten)
3. Multiplicera kvoten från steget innan med nämnaren: {\displaystyle 2x(x-2)=2x^{2}-4x}
4. Resultatet från steget innan subtraheras från kvarstående täljare: {\displaystyle 2x^{2}-9x+10-(2x^{2}-4x)=-5x+10}

Sista iterationen:
1. Högsta graden i den resterande täljaren: {\displaystyle -5x}. Högsta graden i nämnaren är precis som tidigare: x
2. Dividera talen steget innan: {\displaystyle -5x/x=-5} (addera detta tal till den slutgiltiga kvoten)
3. Multiplicera kvoten från steget innan med nämnaren: {\displaystyle -5(x-2)=-5x+10}
4. Resultatet från steget innan subtraheras från kvarstående täljare: {\displaystyle -5x+10-(-5x+10)=0};

Resten blir 0 och divisionen är klar.

### Kort polynomdivison
Ovanstående exempel kan även lösas med en snabbare papper och penna-metod (Blomqvists metod) där täljaren (inklusive 0x2) och nämnaren skrivs ovanför varandra på ett liknande sätt som i uppställning med addition, subtraktion och multiplikation. Kvoten skrivs under strecket. Algoritmen är den samma som i lång division (liggande stolen), men resterna räknas som huvudräkning.
{\displaystyle {\begin{matrix}\qquad \qquad x^{3}+{0}x^{2}-{9x}+10\\{\underline {\div \quad \qquad \qquad \qquad \qquad x-2}}\end{matrix}}}
I första steget divideras x3 med nämnarens första term x. Svaret x2 skrivs under strecket. Vi drar ett streck över x3 som redan dividerats, och som inte lämnar någon rest. Kvoten x2 multipliceras med nämnarens andra term -2 = -2x2. Subtraktionen 0x2-(-2x2) räknas som huvudräkning, och ger den nya resten 2x2. Vi stryker 0x2 och ersätter med resten 2x2.
{\displaystyle {\begin{matrix}\qquad 2x^{2}\\\qquad \qquad {\bcancel {x}}^{3}+{\bcancel {0x}}^{2}-{9x}+10\\{\underline {\div \qquad \qquad \qquad \qquad \qquad x-2}}\\x^{2}\qquad \quad \end{matrix}}}
I nästa steg divideras resten 2x2 med nämnarens x. Kvoten (+)2x skrivs under strecket, och vi stryker 2x2. Kvotens 2x multipliceras med nämnarens andra term -2 = -4x. -9x -(-4x) ger vår nya rest -5x som ersätter -9x. Dra ett streck over -9x.
{\displaystyle {\begin{matrix}\qquad \qquad {\bcancel {2x^{2}}}-5x\\\qquad \qquad {\bcancel {x}}^{3}+{\bcancel {0x}}^{2}-{\bcancel {9x}}+10\\{\underline {\div \qquad \qquad \qquad \qquad \qquad x-2}}\\x^{2}+2x\qquad \end{matrix}}}
Resten -5x divideras med nämnarens x = -5. -5 läggs till i kvoten och vi stryker -5x. Kvotens -5 multipliceras med nämnarens andra term -2 = 10. 10 - 10 ger vår nya rest 0, så vi kan stryka siffran 10 i täljaren. Polynomdivisionen har utförts, och ingen rest kvarstår. Svaret (kvoten) blev x2+2x-5.
{\displaystyle {\begin{matrix}\qquad \qquad {\bcancel {2x^{2}}}-{\bcancel {5x}}\\\qquad \qquad {\bcancel {x}}^{3}+{\bcancel {0x}}^{2}-{\bcancel {9x}}+{\bcancel {10}}\\{\underline {\div \qquad \qquad \qquad \qquad \qquad x-2}}\\\qquad x^{2}+2x-5\qquad \end{matrix}}}